# Nové Město nad Cidlinou (nádraží)
Nové Město nad Cidlinou je železniční stanice v obci Nové Město v okrese Hradec Králové na trati z Velkého Oseka do Chocně. Stanice byla otevřena v roce 1873.

## Historie
Stanice byla otevřena v roce 1873 spolu s tratí z Chlumce nad Cidlinou do Týniště nad Orlicí.

## Provozní informace
Stanice má dvě nástupiště. Ve stanici není možnost zakoupení si jízdenky a trať procházející stanicí je elektrizovaná stejnosměrným proudem proudem 3 kV. Provozuje ji Správa železnic.

## Doprava
Pro nástup a výstup cestujících zde zastavují osobní vlaky, které jezdí trasu Chlumec nad Cidlinou – Hradec Králové (– Týniště nad Orlicí). Dále jeden ranní pár spěšného vlaku z Chlumce nad Cidlinou do Chocně, který jezdí pouze v pracovních dnech, a také zde projíždějí rychlíky na trase Praha – Hradec Králové – Trutnov.[zdroj?]

## Tratě
Stanicí prochází tato trať:
- Velký Osek – Hradec Králové – Týniště nad Orlicí – Choceň (č. 020)